# Copiula oxyrhina
Espèce
Synonymes
- Phrynixalus oxyrhinus Boulenger, 1898

Statut de conservation UICN

 LC  : Préoccupation mineure
Copiula oxyrhina est une espèce d'amphibiens de la famille des Microhylidae.

## Répartition
Cette espèce est endémique de Papouasie-Nouvelle-Guinée. Elle se rencontre dans la pointe Sud-Est du pays ainsi que les Louisiades, les îles d'Entrecasteaux et l'île Woodlark. Elle est présente du niveau de la mer jusqu'à 1 000 m d'altitude.

## Publication originale
- Boulenger, 1898 : Fourth report on additions to the batrachian collection in the Natural History Museum. Proceedings of the Zoological Society of London, vol. 1898, p. 473-482 (texte intégral).